# Tetragnatha strandi
Tetragnatha strandi är en spindelart som beskrevs av Roger de Lessert 1915. Tetragnatha strandi ingår i släktet sträckkäkspindlar, och familjen käkspindlar. Utöver nominatformen finns också underarten T. s. melanogaster.